# 中央高地

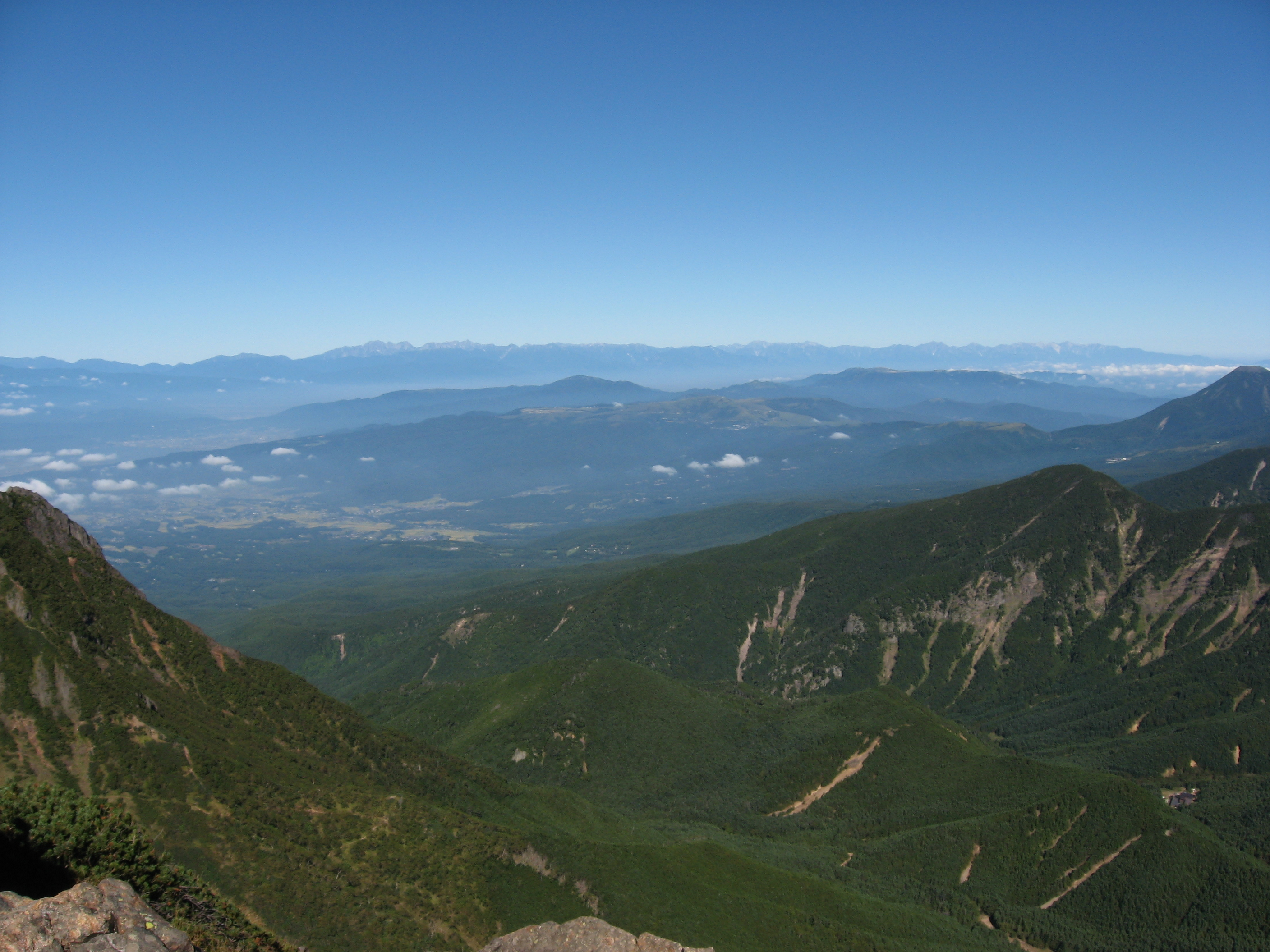
八ヶ岳から

中央高地（ちゅうおうこうち）は、中部地方の山岳地帯または地方である。

## 範囲
中央高地には、行政的には明確な区分がない。
以下のように出典によって、対象となる地理的範囲や地形が異なるが、おおよそ、山梨県・長野県・岐阜県に当たる。ほぼ同じ地域を、歴史や方言学では東山地方とも呼ぶ。
- 本州中央部の山岳地方[2]
- 山梨県・長野県・岐阜県の高原地域[3]
- 山梨県・長野県・岐阜県の山岳地帯[4][5][2]。
- 山梨県・長野県・岐阜県飛騨地方・群馬県北西部[6]
- 山梨県・長野県・岐阜県飛騨地方[7][8]
- 山梨県・長野県・岐阜県東濃地方[9]
- 山梨県・長野県・岐阜県

## 地形
松本盆地や諏訪盆地などの多くの盆地があり、扇状地が発達している。

## 気候
中央高地式気候が見られる。また、山梨県・長野県・岐阜県の三県は、いずれも内陸県で、内陸性気候も見られる。
天気予報の予報区の場合は、岐阜県は東海地方、山梨県と長野県は甲信地方（NHKの場合のみ関東と併称）として区分されている。

## 名物
山梨県や長野県では、扇状地があり、そこではモモやブドウが栽培されている。
- モモ
- ブドウ
- イチゴ